# Milnesium antarcticum
Milnesium antarcticum är en djurart som tillhör fylumet trögkrypare, och som beskrevs av Denis Tumanov 2006. Milnesium antarcticum ingår i släktet Milnesium, och familjen Milnesiidae. Inga underarter finns listade i Catalogue of Life.